# Borsbeek
Typ (P31) stöds inte i Q724055. (Belgien)
Borsbeek (nederländskt uttal: [ˈbɔrzbeːk]) är en kommun i provinsen Antwerpen i regionen Flandern i Belgien. Kommunen har cirka 10 949 invånare (2020).